# 桜（もも）mint's
桜（もも）mint's（ももミンツ）は、日本のアイドルユニット。2006年結成、2007年活動休止。

## 略歴
TVKの番組『情報発信塾 アイドル☆レボリューション』と音楽雑誌『mint's』とのコラボレーションにより、2006年に結成したグループ。
メンバーは全員が現役のグラビアアイドルで、メイドを思わせるピンク色のコスチュームがトレードマーク。グラビアからアーティストまでこなす新たなスタイルのアイドルを目指していた。
結成当初は5人組であったが、2006年11月に小林万桜が脱退、替って辰巳奈都子が加入。2007年2月に手塚りえが脱退。以降、4人組となる。
2007年2月3日のライブ出演を最後に、グループとしての活動は休止状態である。
翌2008年には、デビュー曲「花吹雪ハニー・チップス」が、関西の女性アイドルグループ・JK21によりカバーされている。

## メンバー
- 加藤沙耶香 （リーダー）
- Erina
- 小田あさ美
- 辰巳奈都子

## 脱退メンバー
- 小林万桜
- 手塚りえ

## ディスコグラフィ

### シングル
1. 花吹雪ハニー・チップス （2006年） ※後述DVDに同梱
2. stars （2006年）

## DVD
- 花吹雪ハニー・チップス （2006年、ビデオメーカー）
- 花（ゆめ）みんつ （2006年、ブートフィルム）
- 素（うら）みんつ （2006年、ブートフィルム）

## 出演
- 情報発信塾 アイドル☆レボリューション （2006年 - 、TVK）メインMC
- 矢部美穂のオンナの蜜談 （MONDO21）